# Wisconsin
Wisconsin [wɪˈskɑːnsɪn] ⓘ ist ein Bundesstaat der Vereinigten Staaten von Amerika mit knapp 5,9 Millionen Einwohnern und Teil der Regionen der Großen Seen und des oberen Mittleren Westens. Der Name Wisconsin (Abkürzung: WI oder Wis., manchmal auch Wisc.) ist die englische Version der französischen Adaption eines Namens der Miami-Illinois-Indianer für den Wisconsin River mit der Bedeutung „der rot liegt“ bzw. „Ort des roten Steins“ (bezogen auf den Sandstein am Fluss). Die Beinamen von Wisconsin sind Badger State („Dachsstaat“) und America’s Dairyland („Amerikas Molkereiland“).
Die Geografie von Wisconsin ist vielfältig und mit Ausnahme der Driftless Area von eiszeitlichen Gletschern geprägt. Das nördliche Hochland und das westliche Upland sowie ein Teil der Zentralebene nehmen den westlichen Teil des Staates ein, wobei sich das Tiefland bis zum Ufer des Michigansees erstreckt. Wisconsin liegt nach Ontario und Michigan an dritter Stelle, was die Länge der Küstenlinie der Großen Seen angeht. Im nördlichen Teil des Staates befindet sich der Chequamegon-Nicolet National Forest. Zur Zeit des europäischen Kontakts war das Gebiet von Algonkin- und Sioux-Völkern bewohnt, und heute leben hier elf staatlich anerkannte Stämme. Im 19. und frühen 20. Jahrhundert kamen viele europäische Siedler in den Bundesstaat, von denen die meisten aus Deutschland und Skandinavien stammten, weshalb Wisconsin nach wie vor ein Zentrum der deutsch-amerikanischen und skandinavisch-amerikanischen Kultur ist, vor allem in Bezug auf seine Küche mit Lebensmitteln wie Bratwurst und Kringel.
Wisconsin ist einer der landesweit führenden Milchproduzenten und vor allem für seinen Käse berühmt. Ebenfalls von Bedeutung ist die Bier- und Braukultur, vor allem in Milwaukee, dem Hauptsitz der Miller Brewing Company. Wisconsin hat einige der freizügigsten Alkoholgesetze des Landes und ist für seine Trinkkultur bekannt. Die Wirtschaft des Bundesstaates wird von der verarbeitenden Industrie, dem Gesundheitswesen, der Informationstechnologie und der Landwirtschaft dominiert. Auch der Tourismus leistet einen wichtigen Beitrag zur Wirtschaft des Bundesstaates. Wisconsin beherbergt eine UNESCO-Welterbestätte, die zwei der bedeutendsten Gebäude des in Wisconsin geborenen Architekten Frank Lloyd Wright umfasst. Von politischer Bedeutung ist Wisconsin als Gründungsort der Republikanischen Partei im Jahre 1854 und in den letzten Jahren als ein umkämpfter Swing State bei den Präsidentschaftswahlen, vor allem 2016 und 2020.
Die Hauptstadt und zweitgrößte Stadt Wisconsins ist das im zentralen Süden gelegene Madison (269,840 Einwohner), die größte und bedeutsamste Stadt ist Milwaukee am Ufer des Michigansees mit 577,222 Einwohnern. Weitere große Bevölkerungszentren sind Green Bay, Kenosha, Racine, Eau Claire und die Fox Cities.

## Geographie

### Lage

Die fünf geografischen Regionen von Wisconsin

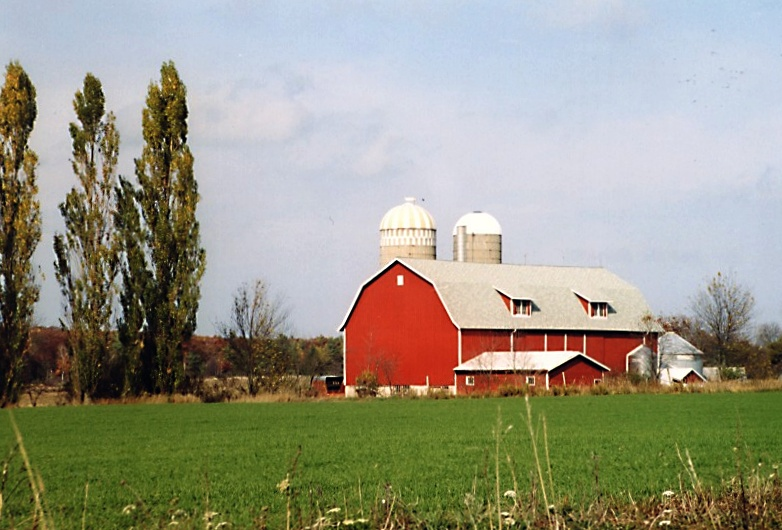
Typische Farm in Wisconsin

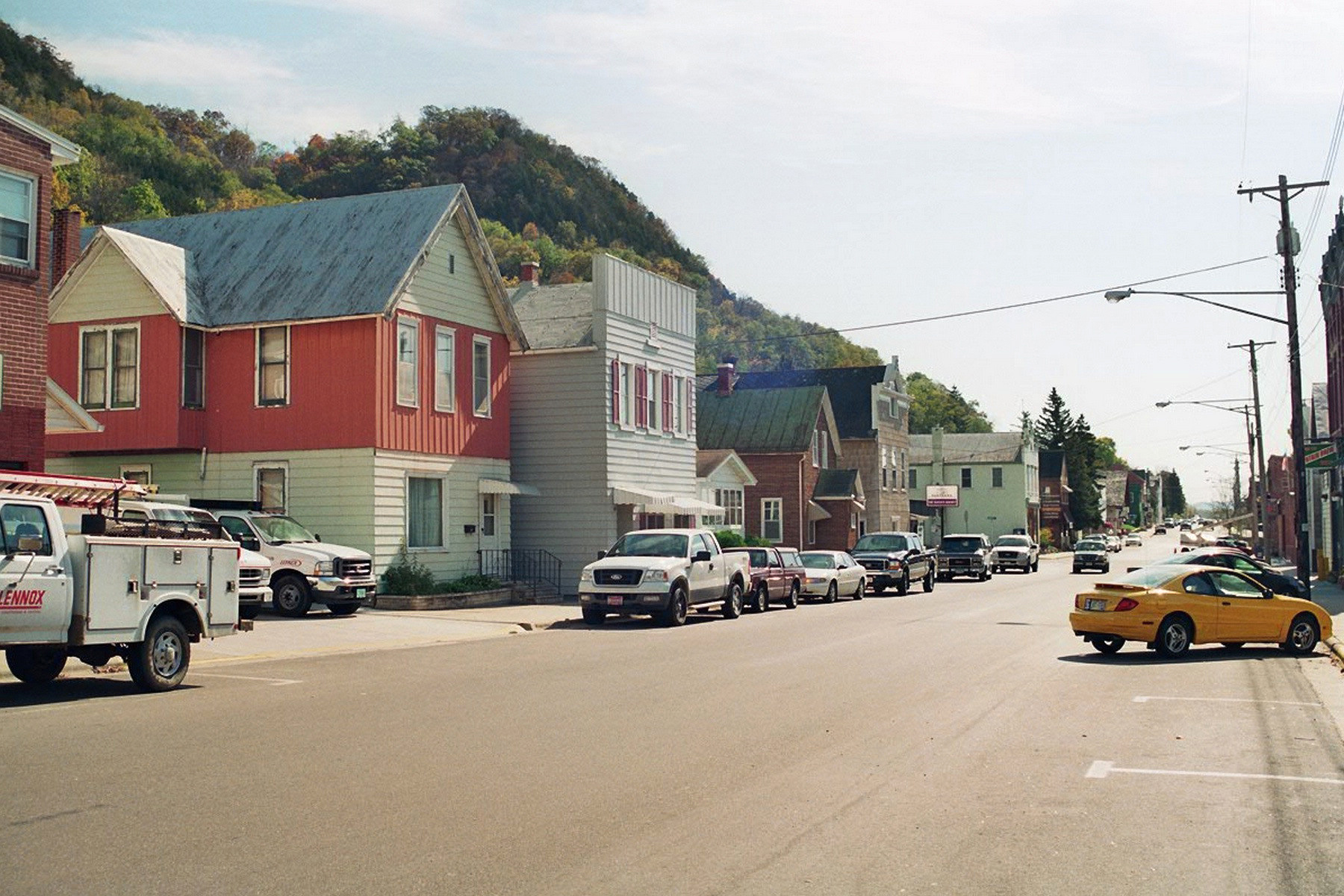
Typische Kleinstadt-Straßenszene, Fountain City

Flächenmäßig nimmt Wisconsin mit 169.639 km² Rang 23 innerhalb der 50 US-Staaten ein und ist etwas weniger als halb so groß wie Deutschland. Wisconsin hat eine Länge von 500 km zwischen 42° 30' N und 47° 3' N und eine Breite von 420 km zwischen 86° 49' W und 92° 54' W. Im Norden grenzt Wisconsin an den Oberen See und Michigan, im Osten an den Michigansee, im Süden an Illinois und im Westen an Iowa und Minnesota.
28.976 km² (17 %) des Staatsgebietes sind Wasserflächen, 46 % sind von Wald bedeckt. Es gibt rund 15.000 Seen und große Waldgebiete in Wisconsin, so dass zahlreiche Touristen regelmäßig aus dem Großraum Chicago in den nördlich gelegenen Nachbarstaat reisen. Der größte Binnensee ist der Lake Winnebago mit einer Fläche von 557 km². Geografisch kann Wisconsin in fünf Regionen untergliedert werden: Das nördliche Lake Superior Lowland umfasst ein Gebiet entlang des Oberen Sees. Südlich davon schließen sich die Northern Highlands an, die durch Misch- und Nadelwälder, darunter auch der Chequamegon-Nicolet National Forest, und Tausende eiszeitlicher Seen geprägt sind. Hier findet sich mit Timms Hill auch der höchstgelegene Punkt des Staatsgebietes. Die Central Plains weisen neben ergiebigem Ackerland einige bemerkenswerte Sandsteinformationen auf. In den Eastern Ridges and Lowlands im Südosten liegen die größten Städte des Staates. Die Western Uplands zeigen einen Wechsel zwischen Wäldern und Ackerland.

### Gliederung
- Liste der Countys in Wisconsin

### Klima
Das Klima von Wisconsin weist kaum regionale Unterschiede auf, unter anderem aufgrund der geringen Höhenunterschiede innerhalb des Staats. Nach Köppen befindet sich der südlichste Teil Wisconsins im humiden Kontinentalklima mit heißen Sommern (Dfa). Alle anderen Gebiete Wisconsins liegen im Bereich des humiden Kontinentalklimas mit warmen Sommern (Dfb). Die Sommer Wisconsins sind warm und teils schwül; Temperaturen über 30 Grad kommen vor, sind aber nicht die Regel. Die Winter von Wisconsin beginnen teilweise bereits im November, wenn sich der farbenfrohe Indian Summer dem Ende entgegen neigt. Im Winter fallen in ganz Wisconsin oft beträchtliche Mengen an Schnee.
Auf der Karte des amerikanischen Landwirtschaftsministeriums US Department of Agriculture (USDA) liegt Wisconsin in den Klimazonen 4a bis 5b (am Uferrand des Michigansees 6a).

## Bevölkerung

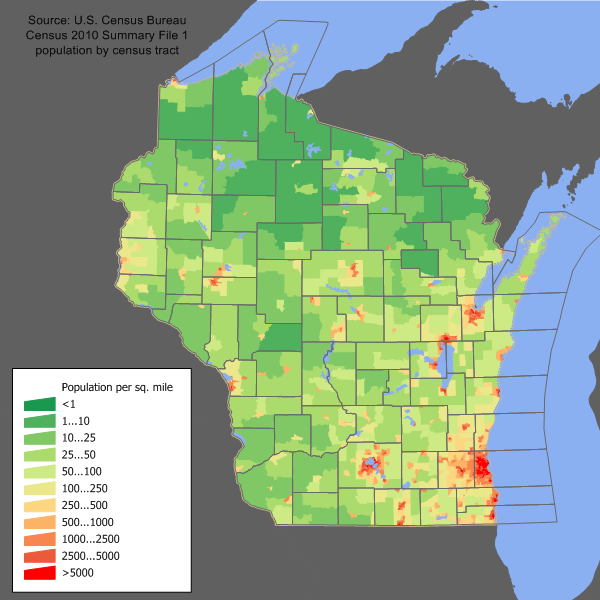
Bevölkerungsdichte

Mit seinen 5,8 Millionen Einwohnern (2020), genannt Wisconsinites, steht Wisconsin in der Reihe der amerikanischen Bundesstaaten an 20. Stelle, hat etwa 400.000 Einwohner weniger als Hessen und ist mit 34 Einwohnern pro Quadratkilometer nur halb so dicht besiedelt wie Mecklenburg-Vorpommern.
Die Bevölkerung setzte sich zusammen aus 87,0 % Weißen, 6,7 % Afroamerikanern, 3,0 % Asiaten, 1,2 % amerikanischer Ureinwohner, 0,1 % pazifische Insulaner. 2,0 % waren anderer Abstammung. 2,0 % der Bevölkerung stammten von zwei oder mehr Ethnien ab. Unabhängig davon waren 7,1 % der Bevölkerung spanischer oder lateinamerikanischer Abstammung.
21,8 % der Bevölkerung war unter 18 Jahren alt, 60,7 % zwischen 18 und 64 und 17,5 % 65 oder älter. 50,2 % der Bevölkerung war weiblich.
Wisconsin wird regelmäßig als der Bundesstaat erfasst, in dem Afroamerikaner am schlechtesten leben. Wisconsin hat die höchste Kindersterblichkeitsrate der USA unter Schwarzen; in Milwaukee ist sie unter schwarzen Säuglingen doppelt so hoch wie unter weißen. Die schwarze Bevölkerung ist weit überdurchschnittlich oft unter der Armutsgrenze oder in Haft. 70 % der Schwarzen im Bundesstaat leben in Milwaukee, dort wurde fast die Hälfte aller afroamerikanischer Männer zwischen 20 und 40 bereits zu einer Haftstrafe verurteilt. Während des United States Census 2010 waren 12,8 % aller schwarzen Männer in Wisconsin in Haft, der höchste Wert in den USA. Dazu kommen besonders strikte Strafgesetze, die überproportional Afroamerikaner treffen.
Geschichtlich gesehen gibt es enge Bezüge zwischen Deutschland und Wisconsin. Fast die Hälfte der Einwohner hat deutsche Einwanderer im Stammbaum. Städtenamen wie Berlin, New Berlin, Kiel, New Holstein und Rhinelander deuten auf die Herkunft der Ortsgründer hin. Vor allem nach der gescheiterten Revolution von 1848 zog es viele enttäuschte und verfolgte deutsche Demokraten in diesen Teil der USA, der erst kurz zuvor zur Kolonisierung freigegeben worden war. Auch der deutsche Revolutionär Carl Schurz war ein solcher Achtundvierziger und lebte einige Zeit in Wisconsin. Seine Frau Margarethe Meyer gründete 1856 in Watertown den ersten Kindergarten der Vereinigten Staaten. Um die Einwanderer religiös zu betreuen, schifften sich z. B. 1860 Minoriten von Bremen nach Amerika ein. Darunter befand sich unter anderem Constantin Maria von Droste zu Hülshoff (1841–1901), der über 30 Jahre in Wisconsin als Missionar wirkte.
Auch die größte Stadt des Bundesstaates, Milwaukee, wurde in ihrer Entwicklung stark von deutschen Einflüssen geprägt. Nach Angaben von Samuel Freemans The Emigrant Handbook gab es 1851 allein sechs deutschsprachige Zeitungen in der Stadt, die den Spitznamen „Deutsches Athen“ trug. Um 1880 waren 27 Prozent der Stadtbevölkerung gebürtige Deutsche. Ein Erbe der ersten Einwanderergeneration bestand in dem ausgeprägten Gemeinsinn der Bürger Milwaukees. Die Stadt galt in sozialen Belangen stets als sehr fortschrittlich. 1910 wurde Emil Seidel der erste sozialistische Bürgermeister einer größeren Stadt in den USA.
Auf kulinarischem Gebiet haben die deutschen Einwanderer ebenfalls ihre Spuren hinterlassen. Die Großbrauereien Pabst, Blatz, Schlitz und Miller trugen Milwaukee den Ruf der amerikanischen Bierhauptstadt ein. Bratwürste und Sauerkraut sind noch heute sehr beliebt. Der Erste Weltkrieg führte jedoch dazu, die Betonung der deutschen Traditionen und den Bezug zur alten Heimat stark einzuschränken. Selbst das Sauerkraut wurde zeitweise in liberty cabbage umbenannt; zum Abschluss gelangte diese teils erzwungene, teils freiwillige Assimilation dann während des Zweiten Weltkrieges. Jährlich findet in Milwaukee das Germanfest statt. Im Jahr 2000 sprachen etwa 1 % der Bevölkerung deutsch.

### Religionen

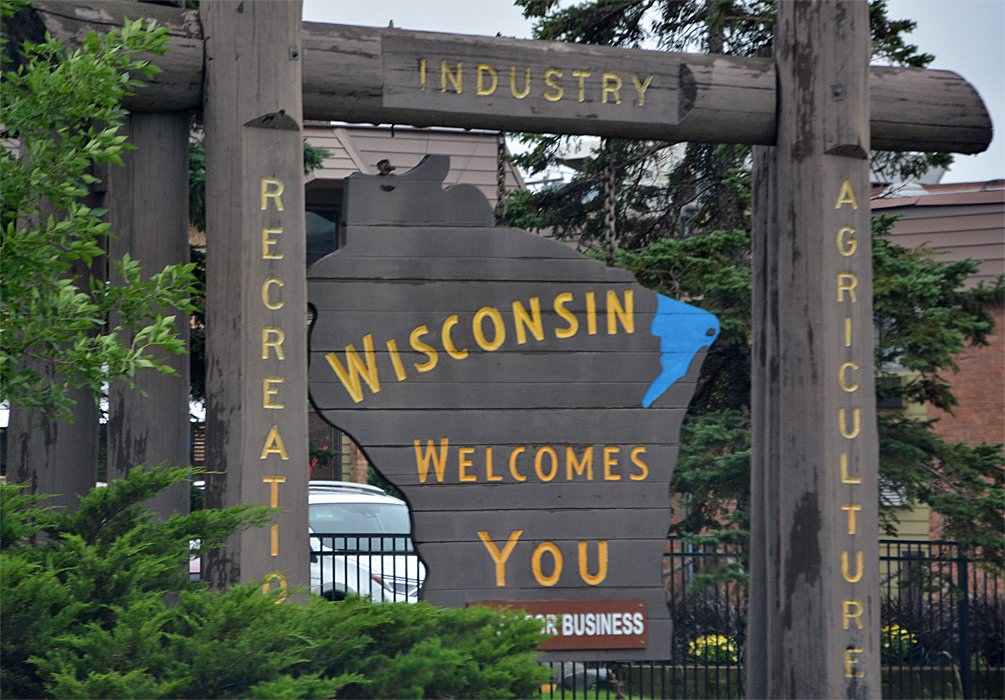
Willkommensschild Wisconsin in Superior

Nach der Religious Landscapes Study 2014 des Pew Research Center, einem landesweiten Telefoninterview von 35.000 US-Amerikanern, gehörten 71 % der Einwohner christlichen Bekenntnissen an, davon 44 % Protestanten verschiedener Denominationen, 25 % Katholiken. 4 % gehörten nicht-christlichen Bekenntnissen an (davon etwa 1 % Juden, 1 % Muslime), 25 % bezeichneten sich als „religiös ungebunden“ (davon 8 % erklärte Atheisten oder Agnostiker).

### Bildung
- Carroll University (Waukesha)
- Lawrence University (Appleton)
- Marquette-Universität (Milwaukee)

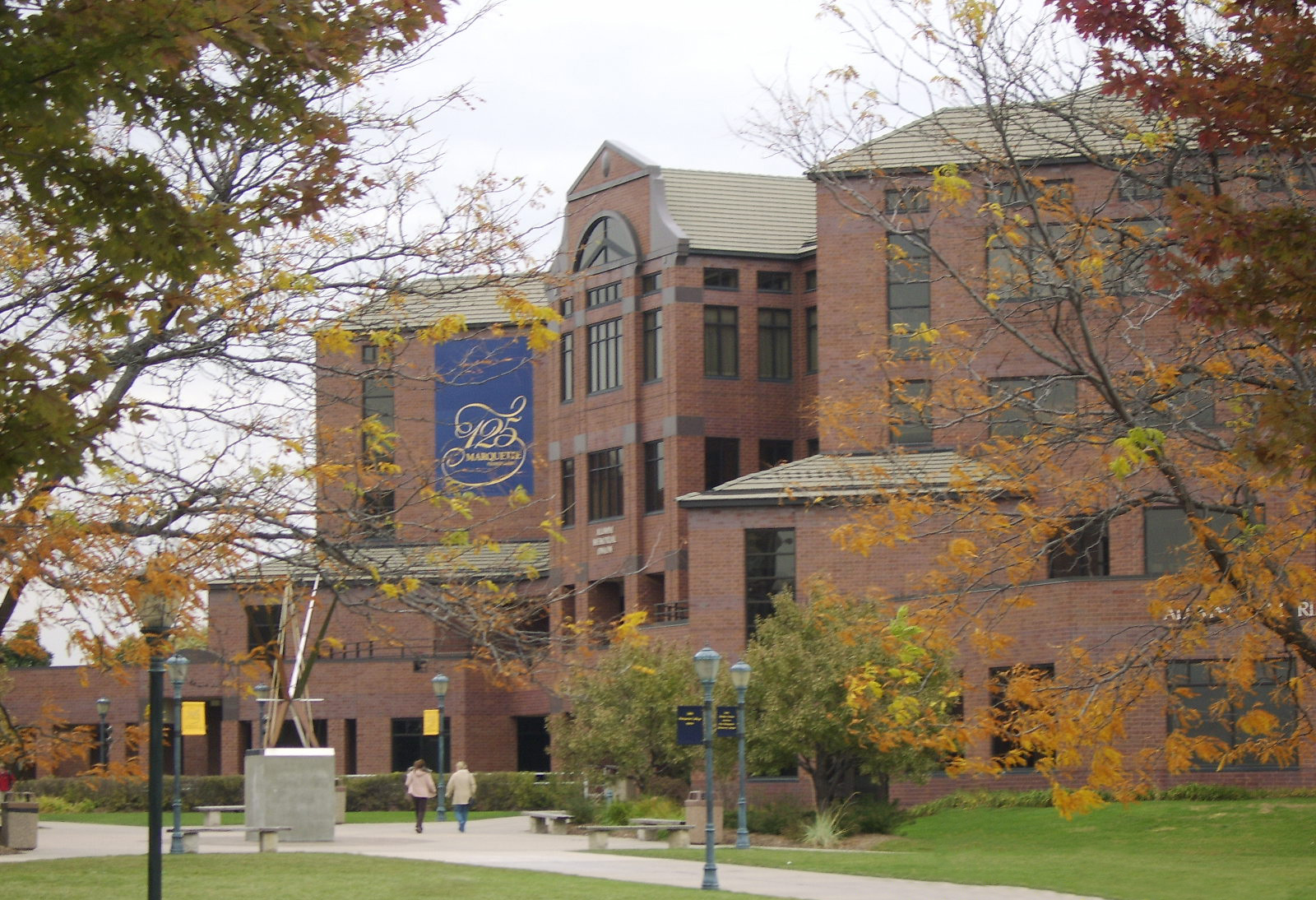
Campus der Marquette University in Milwaukee

- Milwaukee School of Engineering (Milwaukee)
- Universität Eau Claire (Eau Claire)
- Universität von Wisconsin (Oshkosh)
- Universität von Wisconsin-Stout (Menomonie)
- University of Wisconsin–Green Bay
- University of Wisconsin–Madison
- University of Wisconsin–Milwaukee
- University of Wisconsin-Stevens Point
- University of Wisconsin System, Verbund staatlicher Universitäten in Wisconsin
- University Wisconsin-La Crosse in La Crosse

### Größte Städte
| Ort         |            |  |         | Einwohner |
| Milwaukee   | Milwaukee  |  | 577.222 | 577.222   |
| Madison     | Madison    |  | 269.840 | 269.840   |
| Green Bay   | Green Bay  |  | 107.395 | 107.395   |
| Kenosha     | Kenosha    |  | 99.986  | 99.986    |
| Racine      | Racine     |  | 77.816  | 77.816    |
| Appleton    | Appleton   |  | 75.644  | 75.644    |
| Waukesha    | Waukesha   |  | 71.158  | 71.158    |
| Oshkosh     | Oshkosh    |  | 66.816  | 66.816    |
| Eau Claire  | Eau Claire |  | 69.421  | 69.421    |
| Janesville  | Janesville |  | 65.615  | 65.615    |
| West Allis  | West Allis |  | 60.325  | 60.325    |
| La Crosse   | La Crosse  |  | 52.680  | 52.680    |
| Census 2020 |            |  |         |           |

## Geschichte

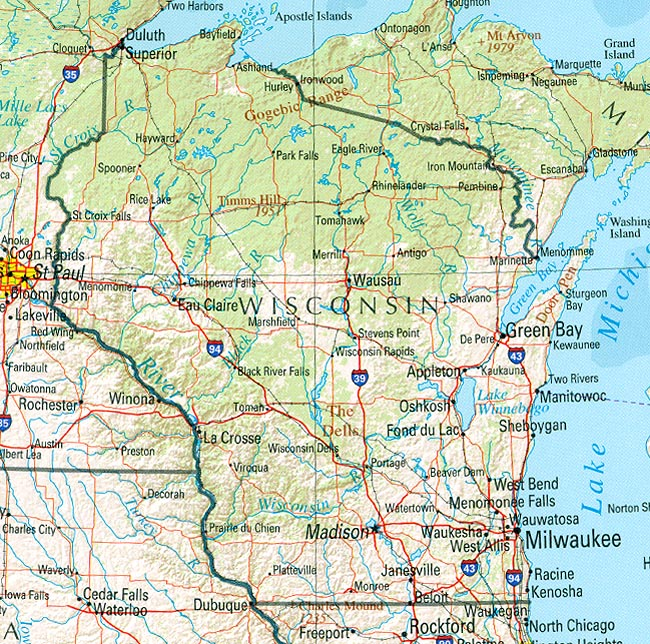
Geographische Karte Wisconsins

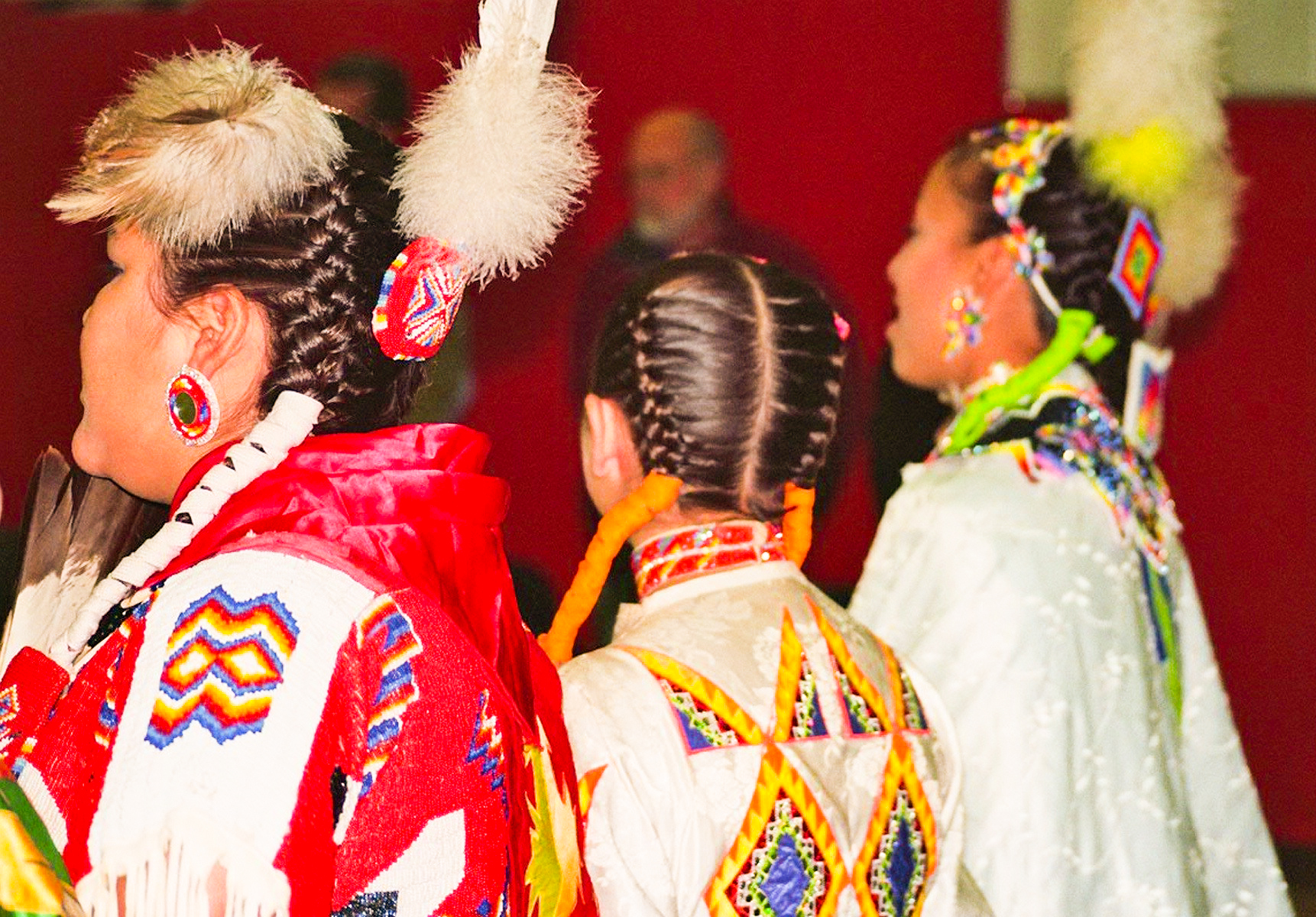
Indianerfrauen der Ho Chunk Nation in Wisconsin

Die ersten Europäer, die den Boden Wisconsins betraten, waren Franzosen, die über den Sankt-Lorenz-Strom und die Großen Seen in den Norden der heutigen USA vordrangen. Dort lebten die indianischen Stämme der Winnebago, Chippewa, Menominee, Sioux und Meskwaki. Im Jahre 1634 traf der französische Entdecker Jean Nicolet auf der Suche nach einem Weg nach Asien in der Bucht von Green Bay auf Winnebago-Indianer. Die Dominanz der Franzosen wurde 1763 mit dem Vertrag von Paris beendet. Die anschließende englische Kontrolle des Gebietes währte bis 1812 (Britisch-Amerikanischer Krieg).
Während lange Zeit der Pelzhandel die wichtigste Einnahmequelle der Siedler war, führte die Ausbeutung von Bleiminen zu einer ersten Siedlungswelle zu Beginn des 19. Jahrhunderts. Die Bergleute erhielten den Spitznamen „Badger“ (Dachse). Wisconsin gilt bis heute noch als der „Badger State“. Im weiteren Verlauf des Jahrhunderts beschleunigte der Bau von Eisenbahnen die Ausbeutung der natürlichen Ressourcen des Landes. Vor allem die Holzwirtschaft und später die Papierindustrie prägte den Norden des Landes. Neben einer starken Einwanderungswelle aus Deutschland kamen in der zweiten Hälfte des 19. Jahrhunderts auch viele Siedler aus Norwegen, Dänemark, Schweden und Finnland nach Wisconsin. Schweizer gründeten die Städte New Glarus und Monroe. Aber auch aus Mittel- und Osteuropa fanden viele Einwanderer den Weg nach Milwaukee. 10 % der Einwohner von Wisconsin stammen aus Polen oder haben polnische Einwanderer im Stammbaum.
Seit dem 29. Mai 1848 ist Wisconsin der 30. Bundesstaat der USA. Wisconsin war von Anfang an ein freier Staat, also ein Staat, der keine Sklaverei zuließ.
1854 wurde Joshua Glover, ein aus Missouri entlaufener Sklave, in Wisconsin festgenommen und er sollte gemäß dem Fugitive Slave Law zurückgebracht werden. Eine Gruppe von Sklavereigegnern befreite ihn gewaltsam und ermöglichte ihm die Flucht nach Kanada. Der Wisconsin Supreme Court erklärte das Fugitive Slave Law für verfassungswidrig. Während des Sezessionskrieges kämpften rund 91.000 Männer aus Wisconsin für die Union.

## Politik

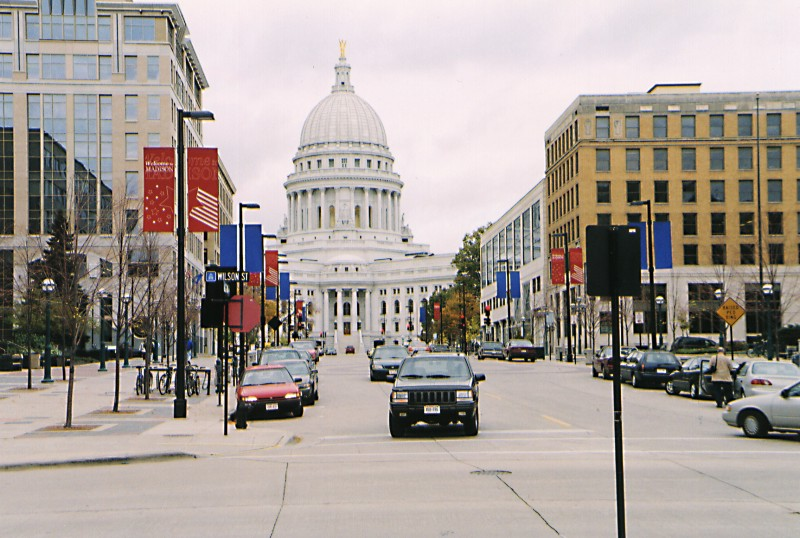
Hauptstadt Madison mit Kapitol

### Flagge
Die Flagge von Wisconsin ist eine blaue Flagge, auf der zentriert das Siegel von Wisconsin platziert ist. In der Mitte steht unter dem Schriftzug ‚Wisconsin‘ und über der Jahreszahl ‚1848‘ das Staatswappen von 1851, das als Schildhalter einen Seemann und einen Bergmann als Symbole der Arbeit zu Land und auf See zeigt.

### Politische Orientierung
Wisconsin stellt im Electoral College bei der Präsidentschaftswahl in den Vereinigten Staaten 2024, sowie schon seit 2004, zehn Wahlleute.
In Deutschland wurde man im Jahr 2002 zeitweilig auf Wisconsin aufmerksam, weil der damalige hessische Ministerpräsident Roland Koch das dortige Sozialhilfemodell Welfare to Work (Arbeit statt Sozialhilfe) auch propagierte. Dieses Modell geht auf den früheren Gouverneur und Ex-US-Gesundheitsminister Tommy Thompson zurück, der 1997 das Programm „Wisconsin Works“ (W-2) einführte und damit die Zahl der Sozialhilfeempfänger stark reduzieren konnte. Ob und wie dieses Konzept auch in Deutschland umgesetzt werden kann, ist umstritten. Von seiner Bevölkerungs- und Wirtschaftsstruktur her ist Wisconsin kaum mit deutschen Verhältnissen vergleichbar. Lediglich im Süden (Madison, Milwaukee) gibt es größere Städte, in denen soziale Probleme in nennenswertem Umfang greifbar sind.
Immer wieder waren Politiker aus Wisconsin, unabhängig von ihrer Parteizugehörigkeit, Vorkämpfer für progressive Politik und soziale Reformen. Zu den bedeutendsten politischen Persönlichkeiten in der Geschichte des Staates zählen Robert M. La Follette senior, 1901–1906 Gouverneur und 1905–1925 republikanischer Senator von Wisconsin und später Begründer und Präsidentschaftskandidat der Progressiven Partei, Joseph McCarthy, ein Republikaner, der in den 1950er Jahren Jagd auf tatsächliche oder vermeintliche Kommunisten im sozialen Leben machte, und Russ Feingold, ein bekannter ehemaliger Senator, der zum progressiv-liberalen Flügel der Demokraten zählte.

### Präsidentschaftswahlen
| Jahr | Republikaner      | Demokraten        |
| ---- | ----------------- | ----------------- |
| 2024 | 49,60 % 1.697.626 | 48,74 % 1.668.229 |
| 2020 | 48,82 % 1.610.184 | 49,45 % 1.630.866 |
| 2016 | 47,26 % 1.407.028 | 46,45 % 1.382.947 |
| 2012 | 45,89 % 1.407.966 | 52,83 % 1.620.985 |
| 2008 | 42,31 % 1.262.393 | 56,22 % 1.677.211 |
| 2004 | 49,31 % 1.478.120 | 49,71 % 1.489.504 |
| 2000 | 47,56 % 1.237.279 | 47,83 % 1.242.987 |
| 1996 | 38,48 % 0.845.029 | 48,81 % 1.071.971 |
| 1992 | 36,78 % 0.930.855 | 41,13 % 1.041.066 |
| 1988 | 47,80 % 1.047.794 | 51,41 % 1.126.794 |
| 1984 | 54,19 % 1.198.800 | 45,02 % 0.995.847 |
| 1980 | 47,90 % 1.088.845 | 43,18 % 0.981.584 |
| 1976 | 47,83 % 1.004.987 | 49,50 % 1.040.232 |
| 1972 | 53,40 % 0.989.430 | 43,72 % 0.810.174 |
| 1968 | 47,89 % 0.809.997 | 44,27 % 0.748.804 |
| 1964 | 37,74 % 0.638.495 | 62,09 % 1.050.424 |
| 1960 | 51,77 % 0.895.175 | 48,05 % 0.830.805 |

Wisconsin ist einer der Staaten, die in den USA momentan als Swing States bezeichnet werden können. Seine Gegensätze von ländlich-konservativen und großstädtisch-liberalen Regionen sorgen für ein ausgewogenes politisches Gleichgewicht zwischen den großen Parteien der USA. Daher fielen auch die Ergebnisse der Präsidentschaftswahlen 2000 und 2004 in Wisconsin sehr knapp aus. 2004 gewann John Kerry mit einem Vorsprung von 0,4 Prozent die zehn Wahlmännerstimmen für sich; Al Gores Sieg vier Jahre zuvor fiel noch knapper aus. Ursprünglich gehört Wisconsin allerdings eher zu den Staaten, in denen die Demokraten gegenüber den Republikanern leichte Vorteile haben. Zwischen 1932 und 2004 gewannen die Demokraten elf-, die Republikaner nur achtmal. Von 1988 bis 2012 gab es ausschließlich demokratische Siege bei Präsidentschaftswahlen.
2016 hingegen gewann der Republikaner Donald Trump mit 47,2 % der Stimmen (Hillary Clinton 46,5 %) und konnte sich somit als erster Republikaner seit 1984 den Staat sichern. Die Wahl 2020 verlor Trump dagegen gegen seinen demokratischen Herausforderer Joe Biden. 2024 ging Wisconsin dann wieder zurück an den Republikaner Donald Trump, wenn auch nur knapp mit 30.000 Stimmen vor der demokratischen Kandidatin Kamala Harris. 

#### Mitglieder im 119. Kongress
Im Senat des 119. Kongresses wird Wisconsin vom Republikaner Ron Harold Johnson und der Demokratin Tammy Suzanne Green Baldwin vertreten. Die Delegation des Staates im Repräsentantenhaus besteht aus sechs Republikanern und zwei Demokraten.
|  | Name                      | Mitglied seit | Parteizugehörigkeit |
|  | ------------------------- | ------------- | ------------------- |
|  | Bryan George Steil        | 2019          | Republikaner        |
|  | Mark William Pocan        | 2013          | Demokrat            |
|  | Derrick Van Orden         | 2023          | Republikaner        |
|  | Gwendolynne Sophia Moore  | 2005          | Demokrat            |
|  | Scott Lawrence Fitzgerald | 2021          | Republikaner        |
|  | Glenn Grothman            | 2015          | Republikaner        |
|  | Thomas P. Tiffany         | 2020          | Republikaner        |
|  | Tony Wied                 | 2024          | Republikaner        |

|  | Name                        | Mitglied seit | Parteizugehörigkeit |
|  | --------------------------- | ------------- | ------------------- |
|  | Tammy Suzanne Green Baldwin | 2013          | Demokrat            |
|  | Ronald Harold Johnson       | 2011          | Republikaner        |

- Liste der Senatoren der Vereinigten Staaten aus Wisconsin
- Liste der Mitglieder des US-Repräsentantenhauses aus Wisconsin

### Einzelstaatliche Ebene
Im Frühjahr 2011 tobte in Wisconsin ein Machtkampf zwischen dem republikanischen Gouverneur Scott Walker und einem großen Teil der Angestellten des öffentlichen Diensts, weil Walker die Tarifhoheit der Gewerkschaften de facto abschaffen wollte, um drastische Ausgabenkürzungen durchzusetzen. Dies führte zu chaotischen Zuständen, wie der Besetzung des Parlamentsgebäudes in Madison durch Demonstranten. Auch verließen die demokratischen Senatoren den Staat, um eine Abstimmung über das Gesetz zu blockieren. Die von der Opposition geplante Abwahl des Gouverneurs scheiterte, Walker erhielt 54 % der Stimmen.

#### Gouverneure
Der derzeitige Gouverneur von Wisconsin ist der Demokrat Anthony Steven Evers, seine Stellvertreterin (Lieutenant Governor) ist die ebenfalls zu den Demokraten gehörende Sara Rodriguez.
- Liste der Gouverneure von Wisconsin
- Liste der Vizegouverneure von Wisconsin

#### Wisconsin Legislature
Das Parlament von Wisconsin (Wisconsin Legislature) besteht aus zwei Kammern, der Wisconsin State Assembly (Repräsentantenhaus) mit derzeit 96 Mitgliedern (3 vakant, regulär 99) und dem Senat von Wisconsin der zurzeit 33 Abgeordnete hat. Jeweils 3 assembly districts (Unterhaus-Wahlkreise) bilden einen Senatswahlkreis. In beiden Kammern hielten die Republikaner im Juli 2022 die Mehrheit.

#### Partnerschaften
Das deutsche Bundesland Hessen ist seit dem 20. September 1976 Partnerland Wisconsins.

## Kultur und Sehenswürdigkeiten

### Museen
- National Railroad Museum, Green Bay
- EAA Aviation Museum, Oshkosh
- Harley-Davidson Museum, Milwaukee

### Bibliotheken
Die zur University of Wisconsin–Madison gehörende Memorial Library ist die größte Bibliothek des Staates Wisconsin. Sie wurde im Jahr 1953 gegründet und enthält heute 3,5 Millionen Medieneinheiten.

### Kirchen
In Champion, nordöstlich von Green Bay, befindet sich das Nationalheiligtum Unserer Lieben Frau von Champion, ein römisch-katholischer Marienwallfahrtsort.

### Sport
In den US-Profiligen spielen:
- Green Bay Packers (NFL), Green Bay
- Milwaukee Brewers (MLB), Milwaukee
- Milwaukee Bucks (NBA), Milwaukee
- Milwaukee Admirals (AHL), Milwaukee

## Wirtschaft und Infrastruktur
Das reale Bruttoinlandsprodukt pro Kopf (engl. per capita real GDP) lag im Jahre 2016 bei USD 53.565 (nationaler Durchschnitt der 50 US-Bundesstaaten: USD 57.118; nationaler Rangplatz: 20). Die Arbeitslosenrate lag im November 2017 bei 3,2 % (Landesdurchschnitt: 4,1 %).
Einen wichtigen Schwerpunkt bildet die Landwirtschaft. Wegen seiner intensiv betriebenen Milchwirtschaft trägt der Staat den Namen „Amerikas Molkereiland“ (America’s Dairyland). Die Landesbewohner werden scherzhaft auch Cheeseheads (Käseköpfe) genannt, die Fans des Footballteams Green Bay Packers tragen mit Vorliebe Hüte in Form eines dreieckigen Emmentalers. Die Blütezeit der Milchwirtschaft in Wisconsin begann ab den 1880er Jahren mit der Einführung der Silage-Technologie und der Verwendung von Kühlwagen bei der Eisenbahn. Beides machte die Produktion von Milchprodukten von einer konstanten Qualität und deren Export nach außerhalb Wisconsins möglich. Schon im Jahr 1899 hatten sich mehr als 90 % aller landwirtschaftlichen Betriebe auf die Milchwirtschaft spezialisiert. Zwischen 1915 und 1993 war Wisconsin der größte Produzent von Milchprodukten in den Vereinigten Staaten. Danach wurde der Bundesstaat von Kalifornien abgelöst, wo die Milchwirtschaftsbetriebe oft eine „industrielle Größe“ hatten, verglichen zu den Familienbetrieben von Wisconsin. Im Jahr 2020 war Wisconsin jedoch immer noch der größte Käseproduzent in den Vereinigten Staaten.
Wisconsin verfügt aber auch über eine starke industrielle Wirtschaftsbasis. Milwaukee wurde in den Zeiten des New Deal und Zweiten Weltkriegs zu „Amerikas Werkzeugkiste“. Die Sanitärfabrik Kohler hat ihren Sitz in Sheboygan, aus Milwaukee kommen neben den Motorrädern von Harley-Davidson auch die Rasenmäher von Briggs & Stratton und in Waterloo hat der Fahrradhersteller Trek seinen Hauptsitz. Das auch in Deutschland vertretene Versandhaus Lands’ End hat sein Hauptquartier in Dodgeville.
Der in Familienbesitz befindliche Versandhändler für Versandkartons, Verpackungsmaterial und Industriebedarf Uline Inc. hat in Pleasant Prairie seinen Unternehmenssitz. Mit 9.000 Mitarbeitern wurde 2023 7 Milliarden US-Dollar Umsatz erzielt.